# Pasul Brenner
Pasul Brenner (germană Brennerpass, italiană Brennero) este o trecătoare de graniță importantă din Alpii Orientali care leagă landul Tirol din Austria cu Tirolul de Sud (provinicia Bozen) din Italia, ponderea fiind aici circulația rutieră, în comparație cu pasurile din Elveția unde ponderea mai mare este calea ferată.
Pasul Brenner are altitudinea de 1374 m deasupra n.m. fiind unul dintre cele mai joase trecători din Alpii Centrali.